# Superprimtal
Inom matematiken är superprimtalen (även kända som "högre ordningens primtal") en delmängd av primtalen. De består av primtalen vars position i följden av primtal är ett primtal.
De första superprimtalen är:
3, 5, 11, 17, 31, 41, 59, 67, 83, 109, 127, 157, 179, 191, 211, 241, 277, 283, 331, 353, 367, 401, 431, 461, 509, 547, 563, 587, 599, 617, 709, 739, 773, 797, 859, 877, 919, 967, 991, 1031, 1063, 1087, 1153, 1171, 1201, 1217, 1297, 1409, 1433, 1447, 1471, … (talföljd A006450 i OEIS)
Om alltså p(i) betecknar det i-te primtalet är talen i denna följd talen p(p(i)). Dressler & Parker (1975) har bevisat att varje heltal större än 96 kan skrivas som summan av skilda superprimtal. 
Broughan och Barnett har bevisat att det finns
{\displaystyle {\frac {x}{(\log x)^{2}}}+O\left({\frac {x\log \log x}{(\log x)^{3}}}\right)}
superprimtal mindre eller lika stora som x.
Detta kan användas till att visa att mängden av alla superprimtal är liten.